# Gobernación de Asiut
La Gobernación de Asiut (en árabe: أسيوط‎) es una de las veintisiete gobernaciones de la República Árabe de Egipto. Ésta se extiende unos 120 kilómetros a lo largo del valle del Nilo. La capital de la gobernación de Asiut es la ciudad de Asiut.

## Etimología
El nombre de Asyut deriva del egipcio antiguo Zawty (Z3JW.TJ), del egipcio tardío Səyáwt y del copto Syowt. Se añadió una A al principio del nombre Syowt para convertirse en Asyut.

## Distritos con población estimada en julio de 2017
- Abnūb 413 758
- Abū Tīj 231 577
- Al-Badārī 271 635
- Al-Fatḥ 320 636
- Al-Ghanāyim 133 490
- Al-Qūṣiyah 465 787
- Asyūṭ 518 936
- Dayrūṭ 598 001
- Madīnat Asyūṭ al-Jadīdah 8 065
- Manfalūṭ 526 382
- Sāḥīl Salim 180 996
- Ṣidfa 183 877

## Demografía
La gobernación de Asiut abarca una superficie de 1 553 kilómetros cuadrados y una población de 5 169 423 habitantes(según estimaciones de enero de 2024). Considerando estos datos, se estima su densidad poblacional en 3 328 habitantes por kilómetro cuadrado.
Asyut tiene una importante presencia copta. Musulmanes y cristianos han convivido siempre en la gobernación, pero en ocasiones ha habido enfrentamientos. En julio de 2013, un gran número de cristianos salieron a las calles para protestar contra el extremismo musulmán en Asyut.
La tasa de pobreza es del 60 %. Se trata, además, de una sociedad mayoritariamente rural (la tasa de población urbana apenas alcanza el 26'5 %) y sumamente conservadora, tanto en la comunidad cristiana como en la musulmana. En octubre de 2016, tuvo que cancelarse el primer concurso de belleza del Alto Egipto, que se iba a celebrar en Asiut, debido a amenazas de muerte y problemas de seguridad.